# Icosathlon
L’icosathlon, chiamato anche doppio decathlon è una specialità dell'atletica leggera composta da venti gare. Fa parte delle prove multiple ed è regolata dall’International Association for Ultra Multievents (IAUM).

## Caratteristiche
Le gare vengono normalmente suddivise su due giorni come segue.
1º giorno
100 metri piani, salto in lungo, 200 metri ostacoli, getto del peso, 5000 metri piani, pausa, 800 metri piani, salto in alto, 400 metri piani, lancio del martello, 3000 metri siepi
2º giorno
110 metri ostacoli, lancio del disco, 200 metri piani, salto con l'asta, 3000 metri piani, pausa, 400 metri ostacoli, lancio del giavellotto, 1500 metri piani, salto triplo, 10000 metri piani
Dopo ogni gara ad ogni partecipante viene assegnato un punteggio in base alla prestazione, seguendo le tabelle del decathlon per le gare previste in questa specialità, o le tabelle della World Athletics per le altre. Alla fine dell'intera competizione, il totale dei punti ottenuti da ciascun partecipante determina la classifica finale.
Tutte le gare devono essere portate a termine, incluse le specialità di corsa più lunghe, pena la squalifica dell'atleta dalla competizione.

## Campionati mondiali e record
| Anno | Luogo        | Vincitore              | Punti  |
| ---- | ------------ | ---------------------- | ------ |
| 1990 | Espoo        | Indrek Kaseorg         | 13 213 |
| 1991 | Punkalaidun  | Indrek Kaseorg         | 14 086 |
| 1992 | Punkalaidun  | Indrek Kaseorg         | 14 274 |
| 1993 | Punkalaidun  | Pasi Suutarinen        | 12 509 |
| 1994 | Punkalaidun  | Pasi Suutarinen        | 12 378 |
| 1995 | Punkalaidun  | Aivar Hommik           | 12 466 |
| 1996 | Punkalaidun  | Aivar Hommik           | 12 111 |
| 1997 | Punkalaidun  | Teppo Syrjala          | 11 774 |
| 1998 | Punkalaidun  | Teppo Syrjala          | 11 929 |
| 1999 | Punkalaidun  | Meelis Tammre          | 11 722 |
| 2000 | Hexham       | John Heanley           | 12 409 |
| 2001 | Hexham       | David Purdon           | 11 275 |
| 2002 | Turku        | Kip Janvrin            | 14 185 |
| 2003 | Sankt Pölten | Brauer Päärn           | 11 672 |
| 2004 | Gateshead    | Shaun Meinecke         | 12 784 |
| 2005 | Lynchburg    | David Purdon           | 11 682 |
| 2006 | Bendigo      | David Purdon           | 11 931 |
| 2007 | Jyväskylä    | Marnix Engels          | 12 004 |
| 2008 | Scheeßel     | Adrian Schürmann       | 11 877 |
| 2009 | Delft        | Benedikt Nolte         | 11 605 |
| 2010 | Lynchburg    | Joe Detmer             | 14 571 |
| 2011 | Lisse        | Joan Estruch           | 10 824 |
| 2012 | Turnhout     | Bert Misplon           | 11 302 |
| 2013 | Yeovil       | Rob Simmonds           | 11 550 |
| 2015 | Tartu        | Roberto James Paoluzzi | 11 763 |
| 2017 | Turnhout     | Bert Misplon           | 11 356 |
| 2018 | Delft        | Alastair Stanley       | 11 981 |
| 2019 | Helsinki     | Florian Herr           | 10 101 |
| 2021 | Épinal       | Arnaud Ghislain        | 11 342 |
| 2023 | Turnhout     | Baptiste Scalabrino    | 12 042 |
| 2025 | Besançon     | Riccardo Nicola        | 11 984 |

Nel 2014, 2016 e 2020 i campionati mondiali non si sono tenuti.
I detentori del record mondiale di icosathlon e i relativi punteggi sono:
- maschile:  Joseph Detmer, 14 571 punti (2010)
- femminile:  Lauren Kuntz, 11 653 punti (2023)